# U-682
Unterseeboot 682 foi um submarino alemão do Tipo VIIC, pertencente a Kriegsmarine que atuou durante a Segunda Guerra Mundial.

## Comandantes
| Comandante            | Data                                      |
| --------------------- | ----------------------------------------- |
| Oblt. Sven Thienemann | 17 de abril de 1944 - 11 de março de 1945 |

## Subordinação
Durante o seu tempo de serviço, esteve subordinado às seguintes flotilhas:
| Período                                        | Flotilha                                   |
| ---------------------------------------------- | ------------------------------------------ |
| 17 de abril de 1944 - 30 de novembro de 1944   | 31. Unterseebootsflottille (treinamento)   |
| 1 de dezembro de 1944 - 1 de fevereiro de 1945 | 11. Unterseebootsflottille (serviço ativo) |
| 1 de fevereiro de 1945 - 11 de março de 1945   | 31. Unterseebootsflottille (treinamento)   |